# Acutozetes chibai
Acutozetes chibai är en kvalsterart som beskrevs av Aoki 1976. Acutozetes chibai ingår i släktet Acutozetes och familjen Haplozetidae. Inga underarter finns listade i Catalogue of Life.